# 主客司
主客司，中国古代礼部官署名称。明清时期称主客清吏司，负责接待外国使臣。
西汉始置主客曹，曹魏定其主官名为主客郎或主客郎中。隋朝设从属于礼部的主客司，设主客侍郎、主客员外郎各一员。大业三年（607年），正副官员改为主客郎、主客承务郎，大业五年（609年），正副官员再改为司蕃郎、司蕃承务郎。唐朝武德三年（620年）恢复主客郎中、主客员外郎的旧名。主客郎中从五品上，主客员外郎从六品上。管理前朝二王三恪后裔入朝的接待和生活用品的供应，少数民族和外国宾客使节接待给赐，颁发诸蕃国封爵授官。五代十国沿置，北宋初年，礼部事务归太常礼仪院。主客郎中为五品寄禄官，主客员外郎为六品寄禄官。元丰改制设主客郎中从六品、主客员外郎正七品，少数民族和外国宾客入朝，由其确定接待规格，绘图衣冠，书写山川风俗，承诏颁付封爵礼命；管理嵩陵、庆陵、懿陵祭祀，崇义公承袭。元祐初年兼领膳部司事务，绍圣初年和膳部司互置郎官兼领。南宋建炎三年（1129年），省并郎曹，改由礼部郎官兼职。金朝、元朝礼部不分司。
明朝洪武六年（1373年）设主客部，设主客郎中正五品、主客员外郎从五品，洪武二十九年（1396年）改为主客清吏司。管理土司和诸蕃朝贡接待、赏赐，兼提督会同馆。设郎中一人，员外郎一人，主事一人，弘治五年（1493年），增设主事一人，专管会同馆。清朝顺治元年（1644年），沿置主客清吏司，设郎中三人，满洲一人，蒙古一人，汉族一人；员外郎二人，宗室一人，满洲一人；主事二人，满洲二人，汉族二人。以及笔帖式、经承若干人。另掌管宾礼，进贡芽茶之额，实录、玉牒告成的颁赏。下设赏赐科、四译科、芽茶科、火房，分别办理各项事宜。光绪三十二年（1906年），并入仪制清吏司。

### 文献
- 《中国历史大辞典》